# Robbie Hummel
Pour les articles homonymes, voir Robbie et Hummel.
Robert John « Robbie » Hummel, né le 8 mars 1989, à Valparaiso, dans l'Indiana, est un joueur américain de basket-ball. Il évolue au poste d'ailier.

## Biographie

### Carrière universitaire
Il passe cinq années universitaires à l'université Purdue où il joue pour les Boilermakers entre 2007 et 2012.
Avant le tournoi NCAA 2010, il se déchire le ligament antérieur du genou droit et doit mettre un terme à sa saison.
Le 15 octobre 2010, lors du premier entraînement collectif en marge de la saison 2010-2011, il se refait la même blessure qui met un terme à sa saison alors qu'il devait entamer sa dernière année universitaire.

### Carrière professionnelle

#### Saison 2012-2013
Le 28 juin 2012, lors de la draft 2012 de la NBA, automatiquement éligible, il est sélectionné à la 58e position par les Timberwolves du Minnesota. Il participe à la NBA Summer League 2012 de Las Vegas avec les Timberwolves. En cinq matches, il a des moyennes de 3,6 points, 3,8 rebonds et 0,6 passe décisive en 15,5 minutes par match.
Le 8 août 2012, Hummel signe un contrat d'un an en Espagne chez le Blu:sens Monbús. En septembre 2012, il se blesse au ménisque droit et doit manquer deux mois de compétition.

#### Saison 2013-2014
En juillet 2013, il participe à la NBA Summer League 2013 de Las Vegas avec les Timberwolves. En cinq matches, il a des moyennes de 8,6 points, 5,8 rebonds et 0,6 passe décisive en 21,3 minutes par match. Le 26 septembre 2013, il signe un contrat avec les Timberwolves.

#### Saison 2014-2015
Le 1er juillet 2014, il devient agent libre mais re-signe chez les Timberwolves le 22 juillet.
Le 26 janvier 2015, il est indisponible indéfiniment en raison d'une fracture du quatrième métacarpe de sa main droite lors d'un match face aux Hawks d'Atlanta.

#### Saison 2015-2016
Le 28 juin 2015, les Timberwolves font une offre à Hummel qui est de nouveau agent libre. Cependant, ils annulent leur offre le 6 juillet et se séparent d'Hummel.
Le 30 juillet 2015, il quitte la NBA et signe en Italie à l'Olimpia Milan. Le 5 février 2016, il quitte Milan en raison d'une sérieuse blessure au genou.

#### Saison 2016-2017
Le 4 septembre 2016, il signe un contrat de deux ans partiellement garanti avec les Nuggets de Denver mais est licencié avant le début de la saison régulière. Il rejoint alors le BC Khimki Moscou jusqu'à la fin de la saison.
En octobre 2017, Hummel annonce sa retraite sportive.

## Statistiques
gras = ses meilleures performances

### Universitaires
Les statistiques en matchs universitaires de Robbie Hummel sont les suivantes :
| Saison    | Équipe | Matchs | Titul. | Min./m | % Tir | % 3pts | % LF | Rbds/m. | Pass/m. | Int/m. | Ctr/m. | Pts/m. |
| --------- | ------ | ------ | ------ | ------ | ----- | ------ | ---- | ------- | ------- | ------ | ------ | ------ |
| 2007-2008 | Purdue | 33     | 31     | 28,5   | 48,4  | 44,7   | 86,5 | 6,09    | 2,55    | 1,30   | 0,67   | 11,39  |
| 2008-2009 | Purdue | 32     | 27     | 29,5   | 43,8  | 38,6   | 75,5 | 7,00    | 1,91    | 1,06   | 0,66   | 12,50  |
| 2009-2010 | Purdue | 27     | 27     | 29,6   | 45,8  | 36,8   | 90,2 | 6,93    | 2,07    | 1,07   | 1,04   | 15,67  |
| 2011-2012 | Purdue | 35     | 35     | 32,2   | 41,7  | 38,3   | 82,5 | 7,17    | 1,89    | 0,66   | 1,20   | 16,37  |
| Total     |        | 127    | 120    | 30,0   | 44,4  | 39,1   | 84,1 | 6,80    | 2,10    | 1,02   | 0,89   | 13,95  |

### Professionnels

#### Saison régulière NBA
| Saison    | Équipe    | Matchs | Titul. | Min./m | % Tir | % 3pts | % LF | Rbds/m. | Pass/m. | Int/m. | Ctr/m. | Pts/m. |
| --------- | --------- | ------ | ------ | ------ | ----- | ------ | ---- | ------- | ------- | ------ | ------ | ------ |
| 2013-2014 | Minnesota | 53     | 5      | 12,4   | 37,9  | 36,0   | 93,8 | 2,49    | 0,43    | 0,30   | 0,04   | 3,42   |
| 2014-2015 | Minnesota | 45     | 4      | 16,5   | 45,9  | 31,4   | 82,8 | 2,98    | 0,60    | 0,36   | 0,20   | 4,40   |
| Total     |           | 98     | 9      | 14,3   | 41,8  | 34,3   | 86,7 | 2,71    | 0,51    | 0,33   | 0,11   | 3,87   |

#### En Europe
| Saison    | Équipe                    | Matchs | Titul. | Min./m | % Tir | % 3pts | % LF  | Rbds/m. | Pass/m. | Int/m. | Ctr/m. | Pts/m. |
| --------- | ------------------------- | ------ | ------ | ------ | ----- | ------ | ----- | ------- | ------- | ------ | ------ | ------ |
| 2012-2013 | Blu:sens Monbús (ACB)     | 30     | 1      | 20,3   | 47,0  | 41,2   | 89,1  | 3,83    | 0,70    | 0,70   | 0,07   | 10,10  |
| 2015-2016 | Olimpia Milan (Lega A)    | 11     | 4      | 22,4   | 54,1  | 40,5   | 100,0 | 5,00    | 0,82    | 0,91   | 0,09   | 9,00   |
| 2015-2016 | Olimpia Milan (Euroligue) | 9      | 1      | 23,6   | 38,2  | 37,0   | 85,7  | 4,00    | 1,00    | 0,44   | 0,00   | 7,56   |

## Records personnels sur une rencontre de NBA
Les records personnels de Robbie Hummel, officiellement recensés par la NBA sont les suivants :
| Type de statistique        | Saison régulière | Saison régulière                              | Saison régulière                  |
| Type de statistique        | Record           | Adversaire                                    | Date                              |
| -------------------------- | ---------------- | --------------------------------------------- | --------------------------------- |
| Points                     | 15               | @ Nuggets de Denver                           | 17 janvier 2015                   |
| Paniers marqués            | 6                | @ Clippers de Los Angeles @ Nuggets de Denver | 1er décembre 2014 17 janvier 2015 |
| Paniers tentés             | 12               | @ Nuggets de Denver                           | 17 janvier 2015                   |
| Paniers à 3 points réussis | 3                | Clippers de Los Angeles                       | 31 mars 2014                      |
| Paniers à 3 points tentés  | 8                | Nets de Brooklyn                              | 22 novembre 2013                  |
| Lancers francs réussis     | 4                | @ Magic d'Orlando                             | 5 avril 2014                      |
| Lancers francs tentés      | 4                | @ Magic d'Orlando Spurs de San Antonio        | 5 avril 2014 21 novembre 2014     |
| Rebonds offensifs          | 4                | Warriors de Golden State                      | 8 décembre 2014                   |
| Rebonds défensifs          | 11               | @ Nuggets de Denver                           | 17 janvier 2015                   |
| Rebonds totaux             | 13               | @ Nuggets de Denver                           | 17 janvier 2015                   |
| Passes décisives           | 3                | 3 fois                                        |                                   |
| Interceptions              | 2                | 5 fois                                        |                                   |
| Contres                    | 2                | Kings de Sacramento                           | 22 novembre 2014                  |
| Balles perdues             | 2                | 5 fois                                        |                                   |
| Minutes jouées             | 43               | @ Nuggets de Denver                           | 17 janvier 2015                   |

- Double-double : 2 (au terme de la Saison NBA 2014-2015)
- Triple-double : aucun.

## Palmarès
- Senior CLASS Award (2012)
- Second-team All-American – NABC (2010)
- 2× AP Honorable Mention All-American (2010, 2012)
- 3× First-team All-Big Ten (2008, 2010, 2012)
- Third-team All-Big Ten (2009)
- Big Ten All-Freshman team (2008)